# 黃毓民立法會擲蕉事件

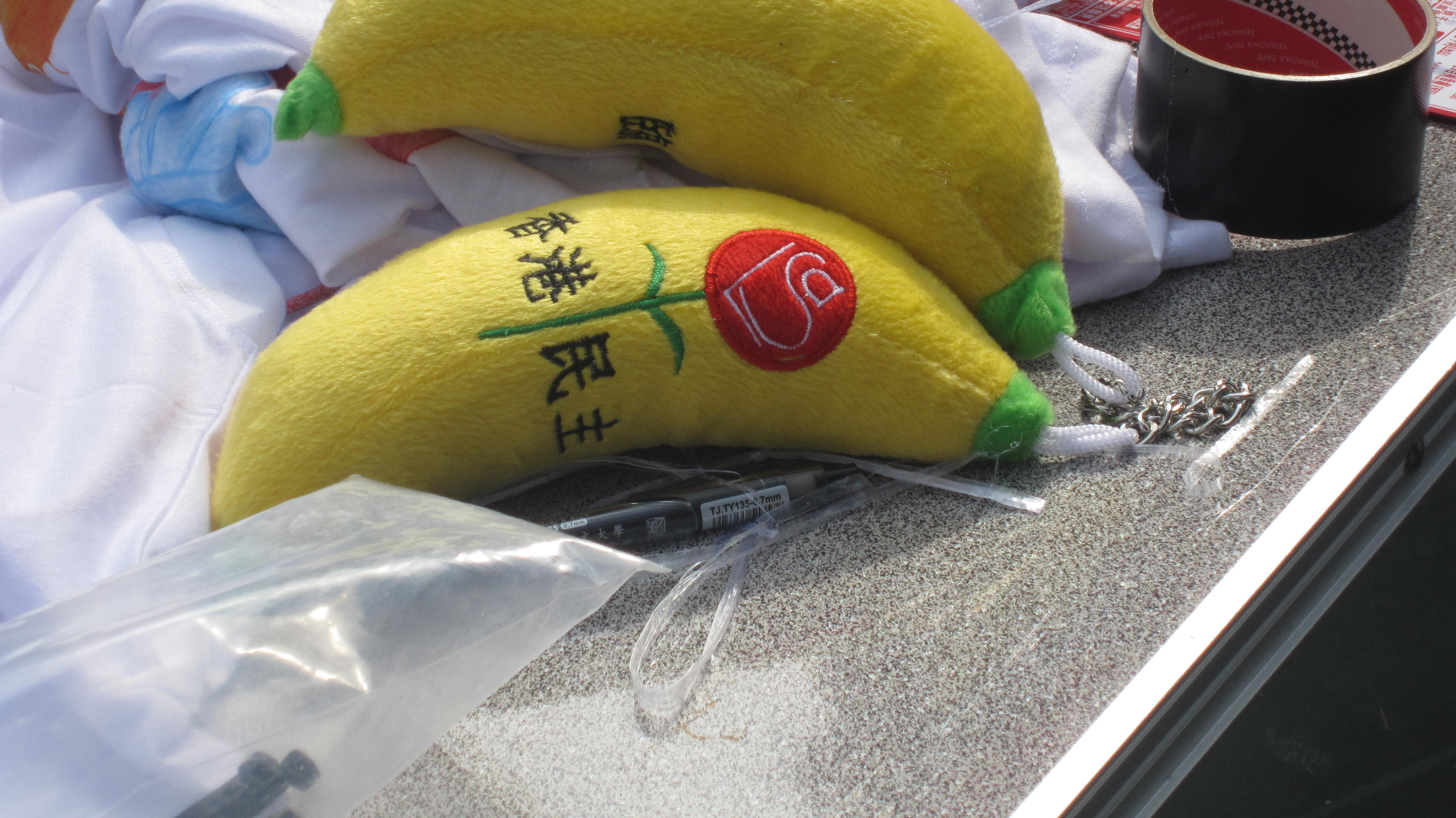
社民連在擲蕉事件後把香蕉製成商品道具

黃毓民立法會擲蕉事件是指2008年10月15日，香港行政長官曾蔭權在立法會會議廳宣讀新一份《施政報告》時發生的風波。
事件起因緣於曾蔭權宣讀有關生果金（高齡津貼）的部份時，贊同把金額劃一增加至每月$1000，但同時表示有需要考慮將來對70歲或以上的申請者引入某種形式的入息或資產審查，引起在場的兩名社民連議員陳偉業及黃毓民先後表達不滿，並打斷曾蔭權宣讀《施政報告》。其後兩位被請離場時，黃毓民突然向曾蔭權站立的主席枱前一次過投擲三隻香蕉以示憤怒。而事後在2008年10月24日，曾蔭權終因民意的反對，表示「理性討論給感性反應蓋過」，而取消了資產審查。
有部份人士認為這是香港有史以來在立法會的首宗「議會暴力」事件，事件成為香港政壇焦點，引起各界及市民熱烈討論，褒貶不一。事後引發了多個後續事件，包括有長者模仿黃毓民的擲蕉行為，企圖強行餵李卓人吃香蕉（「食蕉」風波）；中大學生爆反對潮，反對內部委任的「擲蕉」校董黃毓民（「反蕉」風波）；以及立法會開放日期間，有市民模仿黃毓民在場內派蕉（「派蕉」風波），是次扔蕉風波（掟蕉風波）引起各界市民熱烈討論，雖然有七十餘名市民投訴黃毓民在施政報告時投擲香蕉。這是香港在立法會的首宗以強硬手段衝擊政府權威事件，以強硬手段挑戰政府權威。MyRadio節目主持人蕭若元及譚志強認為此舉將為香港立法會開創先例，香港立法會「台灣化」（各政黨在議會內以較強硬和肢體抗爭方式爭取權益），解決立法會一池死水，以及民主派長期被批評议会抗爭無效的局面。

## 背景

### 生果金政策
這次事件引起爭議的生果金是高齡津貼的俗稱。1973年設立時目的是香港政府希望答謝長者多年來對香港社會的貢獻，而與綜合社會保障援助計劃（俗稱綜援）相比，此計劃對70歲或以上的申領者不設入息及資產審查。
原本高齡津貼設立的目的，是香港政府每月象徵性發放一些零用錢，以答謝長者多年來對香港社會的貢獻，表達「敬老」之意。由於時代的變遷，部分窮困長者現在依靠高齡津貼，以支付他們日常起居生活的開支，變為「養老」之用。有鑑於此，曾蔭權在2008/09年度的《施政報告》提議檢討現行高齡津貼的政策。

#### 新生果金建議
特首曾蔭權在2008/09年度《施政報告》中，提出有需要考慮對70歲或以上的申領者引入某種形式的入息或資產審查，其原意是考慮到「長者高齡津貼」政策在人口老化情況下，是否能夠長期維持。
政府的專家研究報告指出香港人口老化的問題日趨嚴重，將來每兩名納稅人便要養一名小童及一名長者，當生果金加至$1000，每名工作的市民就要負擔高達$500的生果金。如果貧窮和富裕的長者皆能獲得高齡津貼，新生果金將會25年後「爆煲（無法維持）」，市民的子女便要承擔上一代遺留下來的責任和後果。香港市民是時候想一想，政府應否將有限的資源集中給予有需要的長者。
「敬老」與「引入審查機制」並不是對立的。「引入審查機制」是為了將資源有效分配到有需要的長者，而不是篩走有需要的長者。
對於經濟上無需依靠政府的長者，政府會進一步推動社會各界及私營機構為長者提供各種優惠，以表達政府對所有長者的尊敬（「敬老」概念）。
曾特首重申，他自己提出要討論的是原則性的問題，沒有說過細節一定是怎樣，亦完全不同意一刀切的做法，細節如何落實歡迎公眾再討論。他再三保證現時領取生果金的長者絕對不會受到新政策的影響。
一個政策的成功是依賴其可持續性及長遠整體的利益，顧及下一屆政府之後的政府的財政承擔能力，和香港下一代社會福利的開支承擔能力，政策本身對社會長遠的影響。

## 經過
2008年10月15日，時任特首曾蔭權在立法會議事廳宣讀《施政報告》時談及生果金（高齡津貼）。為回應各政黨要求提高生果金的聲音，特首宣告擬將生果金由每月$625或$705，劃一調升至$1,000。曾蔭權指香港人口日趨老化，而政府財政資源有限，生果金增至1,000元屬合理。但由於生果金已改變原本敬老的原意，有需要考慮將來應否對70歲或以上申請者引入某種形式的入息或資產審查（現有的領取者不受影響）。時任社民連主席黃毓民忽然站立大力拍檯，高聲呼喝特首無恥，中斷特首發言。
此時陳偉業加入，高呼首度出任立法會主席的曾鈺成是共產黨員。曾鈺成指他們的行為正在妨礙會議的進行，反被黃毓民質疑，叫他收聲。曾鈺成表示若不停止有關行為便會要求退席，黃毓民遂反唇相譏說：「我不退席你奈得我何嗎？」他無視曾鈺成的勸喻，繼續叫口號，曾鈺成以違反議事規則為由，要求他們離開議事廳，黃毓民離開議事廳前把三隻香蕉擲向曾蔭權站立的主席枱前，但並沒有擊中任何人。
事件引起各界市民熱烈討論，雖然收到七十餘名市民投訴，但支持率卻超過七成。部份論者指這是香港立法會有史以來首宗議會暴力事件，他將直接抗爭手段帶入香港立法會，有市民認為此舉將為香港立法會開創先例，成功香港立法會「台灣議會化」（各政黨在議會內以較強硬方式爭取權益），解決立法會一池死水的局面，提高特區行政效率。

## 各界反應
主角黃毓民表示自己的舉動是顯示出「沒有抗爭、哪有改變」的風格，批評建制派是「應聲蟲」，而泛民主派只是「小罵大幫忙」。
香港立法會主席曾鈺成會後通過立法會秘書處表示，對於社民連三名議員的行為，沒有任何回應。
曾蔭權事後在記者會上表示，市民用選票選出他們，他尊重所有民選議員，亦有誠意與他們溝通，但認為當前面對金融海嘯，須要冷靜處理問題，希望議員過激的言行可免則免。
時任行政會議成員梁振英批評他們三人不但破壞香港議會規則及議事文化，還破壞了整個社會的和諧，營造不良風氣，對香港社會在海外的形象受損。
2008年10月20日，泛民主派的陳方安生越洋發聲明，譴責黃毓民譁眾取寵的舉動，將搗亂說成彰顯社會公義，又指搗亂能推動香港社會發展是「大錯特錯」。她批評社民連完全不尊重制度的行徑，這樣甚至會成為一班人一直聲稱香港人未準備好民主普選的藉口，而她又衷心希望不同黨派的議員一致拒絕這種行徑，以恢復立法會的尊嚴和權威。
對此，社民連在當晚發表聲明，指在議會內擲蕉抗爭是非常合理，要求陳方安生「收聲」，並批評她高調譴責社民連，只是「忽然民主，蠱惑人心，路人皆見」，藉此「打壓社會公義」，斥責她從來未為香港人爭取過任何權益。
2008年10月22日，對於社會上市民投訴身為社民連主席的黃毓民，竟公然在嚴肅的立法會施行暴力的行為可恥，教壞小孩子，影響立法會形象等等的指控，黃毓民撰文題為《暴力云乎哉？》反擊，指出真正教壞小孩子是特區政府，形容指控全是「牛頭不對馬嘴」，例如特首曾荫權答應2012雙普選，但最後卻因經濟藉口延期。文中譴責陳方安生惺惺作態和假仁假義，擲蕉根本沒有問題，更談不上什麼暴力，反而特區政府指鹿為馬，無限上綱，言而無信，刻扣帽子，才是「赤裸裸的暴力」。

### 公眾支持令社民連民望上升
11月28日有報道卻指出，立法會申訴部在11月27日公布收到425個關於「擲蕉」事件的意見，其中有近64%認同黃毓民的行為，可見社民連此舉得到廣泛的272名市民同意。

### 公眾對擲蕉的投訴只有很小比例
掟蕉抗議事件發生後，雖然即日有多達七十餘名市民向立法會申訴部投訴，但支持率卻達七成。當中，最多數人表示不認同黃毓民粗暴、野蠻無禮和過激的行為，第二多數認為會對社會和下一代造成負面影響，甚至是影響立法會和香港形象。有市民更建議立法會警告或譴責黃毓民，或交由警方跟進。截至2008年10月31日，有250人投訴社民連。

## 擲蕉事件後生果金政策的改變
2008年10月24日，曾蔭權與立法會議員午宴後，突然宣佈取消生果金資產審查，他表示原意是希望社會理性討論建議，但施政報告公佈以來，民情反應明顯一面倒，民調更顯示近六成市民反對建議，說：「引入審查機制被質疑為『不敬老』，長遠可持續政策考慮被視為不近人情、高傲，理性政策討論俾整個感性反應通通蓋過，考慮到香港最新局勢，願意暫時擱置為生果金引入入息及資產審查，希望可以集中力量，減少社會爭拗，應付金融海嘯。」
特首表示關於生果金（高齡津貼）引入審查機制的提議引起很大的迴響，不少長者更加誤以為政府要取消生果金，而民意調查顯示有近六成香港市民不贊成審查建議，再加上金融海嘯的影響，特區政府要集中所有精力處理當前巨大的挑戰，他願意擱置有關建議，待金融海嘯過去再重新看這個問題。

### 檢討立法會議事規則
黃毓民向曾特首掟蕉後，立法會議事規則委員會隨即打算就事件展開研究。作為「主角」的黃毓民本身亦是議事規則委員會成員之一，他表示不會被嫌而避席，更會盡力與其他委員唇槍舌劍，維護他的「掟蕉權利」。他又批評議事規則委員會要就事件討論，是民建聯專門想對付社民連的證據。
新任議事規則委員會主席譚耀宗表示，原來現時立法會的議事規則中，有規範議員的衣着打扮、言論不能侮辱或冒犯同僚等，惟並無關於在議會上「擲物」的規定。嚴格來說，黃毓民鑽「議事規則」的漏洞掟蕉，議事規則並無列明要驅逐他離開。
不過，即使議事規則明文規定「掟蕉」是行為不檢，充其量最大的懲罰是要求議員離場，結果與上次曾鈺成的裁決一樣。邀進派議員就算不斷「掟蕉」也拿他沒辦法。不過若有議員「掟蕉」襲擊他人，卻可能會以襲擊罪被刑事檢控。
2008年11月18日，立法會議事規則委員會舉行首次會議。黃毓民再發炮抨擊，指控此為中國共產黨的陰謀，他批評會議是有組織及有計劃地針對社民連而來，很明顯是中國共產黨幕後指使，所以他不會被嫌而避席，奉陪到底。又指中國共產黨這種卑劣行為他們見慣見熟，沒什麼大不了。

## 後續事件

### 李卓人被迫「食蕉」事件
黃毓民擲蕉導致另一單風波，一名長者疑不滿社民連在香港立法會及黃毓民擲蕉的表現，在屯門新墟街市發生請李卓人食蕉的「襲擊」事件。
2008年10月25日，事發時九時許，職工盟（泛民派）立法會議員李卓人與職工盟副主席黃來，及一男四女義工擺檔，進行「支援貧困長者爭取全民養老金」簽名活動。上午十一時許，手持枴杖、揹著一個黑色背囊的孫姓中年男子到場簽名，走近李卓人問可否簽名。
李卓人答歡迎後，該男子竟在簽名紙寫上他的個人資料，以及「長毛狗雄」等字句作為簽名，一名女義工見狀與他理論，發生爭執，其後他悻然離開。未幾，孫姓男子拿了一束香蕉折返現場，二話不說，衝前將檯上的簽名紙及文件夾掃落地，見狀其他義工上前阻止，該男子與李卓人的一群人再起爭執。混亂期間，該男子更想強行餵李卓人食香蕉，引致他嘴部受傷。「施襲者」得逞後並沒有離開，繼續與義工對罵，其他人大叫「打九九九」報警。
未幾，多名警員奉召到場，當場拘捕了他，迅速控制場面。孫姓男子亦聲稱受傷，要求將他送院治理，案件列作刑事毀壞及襲擊傷人案處理。

#### 事後回應
受害者李卓人事後在醫院表示，即使大家政見及立場不同，亦不應使用暴力，又指暴力不能保障社會的健康發展，有意見應提出商討，從中尋找解決的方法。他促請警方嚴厲處理暴力行為。
李卓人又自嘲為長者爭取權利，反被長者搗亂破壞。對於有指施襲者是模仿社民連主席黃毓民，在立法會上掟蕉的行為，以示對黃毓民的不滿，李卓人指兩件事並沒有關係，不可混為一談。
社會民主連線亦就此事開腔，發表聲明強烈譴責事件，稱社會人士對公眾事務就算持不同立場，大家必須互相尊重，絕對不能訴諸野蠻及暴力。
主持香港立法會會議的主席曾鈺成發表言論謂，所有暴力行為，無論是在議事廳內外發生，均應受到社會譴責，希望市民明白所有立法會議員參與公共事務時，會有不同主張，但他們也是反映市民意見，故不應出現暴力行為。
事件另一主角社民連主席黃毓民又批評民建聯做謠生事，利用他立法會擲蕉事件和職工盟李卓人被塞蕉入口之事混作一談，聲言奸計不會得逞。
政府發言人強調，香港是一個和平、法治的社會，不能接受暴力行為。
香港中文大學政治與行政學系高級導師蔡子強認為，事件可能與社會怨氣增加有關。他又相信，李卓人被逼食香蕉，是受立法會議員的掟蕉的表現影響，產生示反效果。
事發後第二日，警方問孫姓男子何以用蕉掟人及餵人時，他說只是學黃毓民掟蕉，有樣學樣！
12月17日，該孫姓男子在屯門裁判法院被判入小欖精神科中心接受3個月的治療。

### 黃毓民擔任中大校董爭議
社會民主連線的黃毓民接任新一屆的香港中文大學的校董，個別中大畢業生表示反對。根據《香港中文大學條例》，中大校董會設有三名立法會議員代表，象徵有民意代表來監察大學的運作，不過這個是委任制度，各個政黨經過內部自行協調和角力後自行選出的，不作公開投票。校董雖然權責很大，可以管理和控制大學大小事務，但是沒有薪酬，立法會議員多視為閒職。按照立法會多年不成文規定，立法會各大政黨以俗稱「分餅仔」的方法分配席位，即是說先看各政黨在立法會的「勢力」，跟著按「勢力」的比例分配席位。
今屆泛民主派共得23席，佔整體議席約3分之一，故獲分配一席，其餘建制派獲分配兩席，一個給民建聯，一個給自由黨。每個大黨內部自行協調，推舉一個人來坐這一席位。由於泛民主派張文光已連任六屆校董，今屆他表明希望有新人接任，原本屬意余若薇，但黃毓民亦表示有興趣，經抽籤後，黃毓民成為新一屆校董。
消息一出後，中大學生對黃毓民出任新中大校董沒有太大意見，但個別中大畢業生致信《星島日報》表示反對。
2008年10月21日，有不具姓名，宣稱中大內地畢業生的人向《星島日報》發出一份公開信，表示不滿公民黨和民主黨推舉黃毓民成為中大校董，認為這是政客的一種政治交易手段，並斥責黃毓民“扔香蕉”的行為十分無禮
中大校董會成員馬紹良稱，除了他自願離任，沒有人有權要求黃毓民辭任，所有中大學生要欣然接受，但馬紹良同時也說，希望他勿將議會激進的抗爭模式帶入中大校董會，最後中大生有七成人支持社民連。

### 立法會開放日「派蕉」行動
2008年11月29日，香港立法會舉行開放日，有20多名議員出席招待市民，吸引了3,773人士到來參觀。以往幾年開放日焦點人物是有「長毛」之稱的梁國雄，今年的焦點卻落在因立法會向特首「掟蕉」事件的黃毓民身上。不少到場參觀的學生，都關注到曾有議員在會內「掟蕉」的事件，問及主角黃毓民為何要擲蕉及下次會否再擲蕉，和立法會主席曾鈺成下次遇到同類事件時會如何處理。
此時有位帶著口罩，身穿橙色大褸的中年男子，手持約80-100隻香蕉入場，不停向在場議員「派蕉」，包括立法會議員葉劉淑儀、立法會主席曾鈺成、以及黃毓民。正當黃毓民獲贈送香蕉時，該名市民表示希望黃毓民以後不要再掟蕉，黃毓民則認為特區政府的無能致他們只好用這種方式抗爭。其後該名市民表示，這次派蕉行動以輕鬆愉快的氣氛下進行，寓意各議員應平心靜氣地討論，減少在立法會戾氣，冀望各議員不要掟蕉，多做實事。

### 立法會議會暴力的延續
在擲蕉事件後，幾名行為激進的立法會議員持續向政府官員施行議會暴力。

### 議會外暴力的推廣
在擲蕉事件後，市民（大多有政黨背景）針對政治議題紛紛向政府官員施行政治暴力，襲擊目標包括唐英年、曾蔭權等等高官。

## 外部連結
- YouTube上的黃毓民向曾蔭權擲蕉片段（原名：黃毓民：曾蔭權愧對長者！無入息審查，即刻磅水！）
- 2008年10月15日立法會會議過程正式紀錄 （页面存档备份，存于）
- 行政長官曾蔭權二零零八至零九年施政報告 （页面存档备份，存于）